# Еволуција кисеоника
Еволуција кисеоника је процес генерисања молекуларног кисеоника путем хемијске реакције. Механизми еволуције кисеоника укључују оксидацију воде током оксигеничне фотосинтезе, електролизу воде у кисеоник и водоник, те електрокаталитичну еволуцију кисеоника из оксида и оксоацида.